# Операція «Капрі»
Операція «Капрі» (нім. Unternehmen Capri) або битва при Меденіні (англ. Battle of Medenine) — наступальна операція сил країн Осі, що сталася 6 березня 1943 року поблизу міста Меденін у Французькому Тунісі. Ця битва сталася у ході Туніської кампанії в Північній Африці. Операція мала на меті зірвати наступ британської 8-ї армії Бернарда Монтгомері на лінію Марет. Завдяки радіоперехопленню та розшифровці системою «Ультра» інформації про контрнаступ італійсько-німецької армії британці були заздалегідь попереджені і встигнули перекинути підкріплення на загрозливий напрямок з Триполі та Бенгазі до початку ворожого наступу. В результаті вжитих заходів, атака групи армій «Африка» генерал-фельдмаршала Ервіна Роммеля, не увінчалася успіхом, і він, не маючи можливості витрачати свої скудні сили, необхідні для оборони лінії Марет, змушений був відмовитися від подальших спроб розгромити союзні війська.

## Історія
Після того, як Ервін Роммель успішно зупинив просування союзників з французького Алжиру в Туніс, він передислокував основні сили Осі для проведення аналогічної контратаки проти сил союзників, що наступали з південного сходу. Основним угрупованням союзників, що загрожувало вторгнення у південно-східний Тунісу, була британська 8-ма армія під командуванням Бернарда Монтгомері. Ця армія перебувала в процесі підготовки наступу на оборонну лінію Марет.

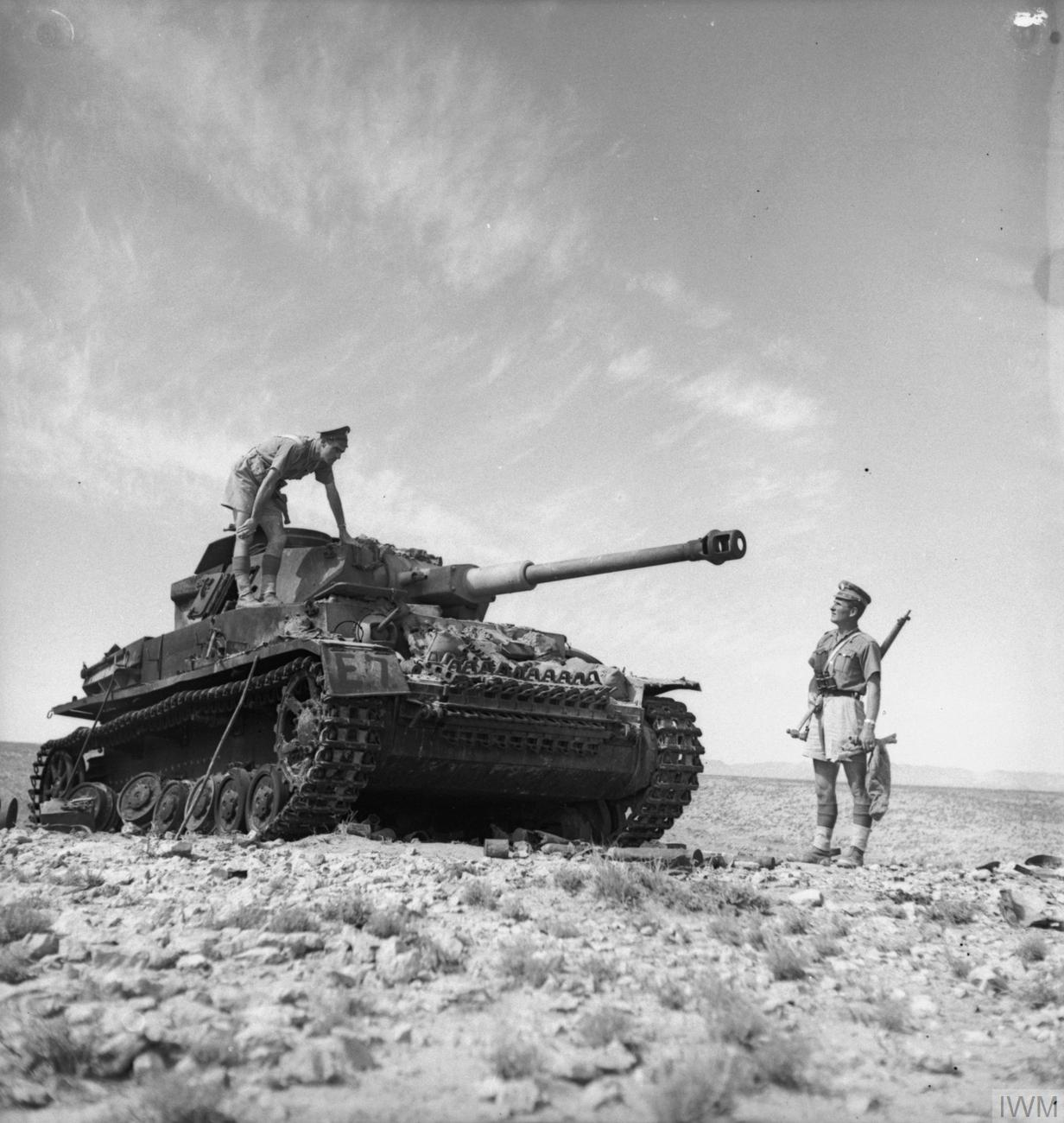
Британські солдати на підбитому в боях за Меденін німецькому танку Panzer IV

Німецько-італійське ударне угруповання складалися з німецьких 90-ї і 164-ї легких африканських, 10-ї, 15-ї і 21-ї танкових дивізій та італійської дивізії «Спеція». Загалом було зосереджено близько 200 танків. З боку союзників на напрямку головного удару противника в обороні перебували британські 51-ша (Високогірська) піхотна (під командуванням генерал-майора Дугласа Вімберлі) і 7-ма бронетанкова дивізії (під командуванням генерала Джорджа Ерскіна) та 2-га новозеландська дивізія (під керівництвом Бернарда Фрейберга). Британська 4-та легка бронетанкова бригада (з підрозділами військ «Вільної Франції») охороняла відкритий південний фланг головних сил.
Заздалегідь попереджені про наміри та сили Роммеля завдяки розшифровці системою «Ультра» перехопленої інформації, формування та підрозділи XXX корпусу лейтенант-генерала сера Олівера Ліза міцно закріпилися на підготовлених оборонних позиціях за мінними полями та протитанковими ровами. Протитанкова оборона нараховувала близько 350 88-мм гармат/гаубиць Ordnance QF 25-pounder та 460 протитанкових гармат, включаючи декілька нових і дуже потужних 76-мм гармат QF 17-pounder, що перебували в готовності до відбиття наступу італійсько-німецького танкового угруповання.
О 06:00 6 березня, під прикриттям туману, розпочалася атака, в першому ешелоні йшли німецькі танки. Німецькі штурмові колони наразилися на сильний артилерійський вогонь, який знищив багато танків і розбив піхотні формування. О 08:30 половина танків Panzer III, що атакували Таджера-Кбір, були знищені, що призвело до припинення атак на цей сектор. У період з 09:00 до 10:00 годин артилерійський обстріл відновився і ще більше зламав наступальний рух німецької піхоти. Пізно вранці союзники зірвали спробу Осі рухатися вздовж дороги від Фом Татауїна до Меденіна. У другій половині дня атакуюча група з 1000 піхотинців за підтримки танків ледь не дійшла до Таджера-Кбіру, але врешті їх відбили. До кінця дня 6 березня Роммель вирішив, що не зміг переломити ініціативу на полі бою на свою користь і вирішив скасувати операцію «Капрі».
Між 7 і 8 березня, коли сили Осі поетапно відходили до лінії Марета, війська союзників переслідували їх, вступаючи в осередкові бої з підрозділами ворожого ар'єргарду. Погана погода не дозволила союзникам переслідувати німецько-італійські війська після 8 березня. Сили країн Осі повернулися на вихідні позиції на лінії Марета до 10 березня.